# Вяйке Емайигі

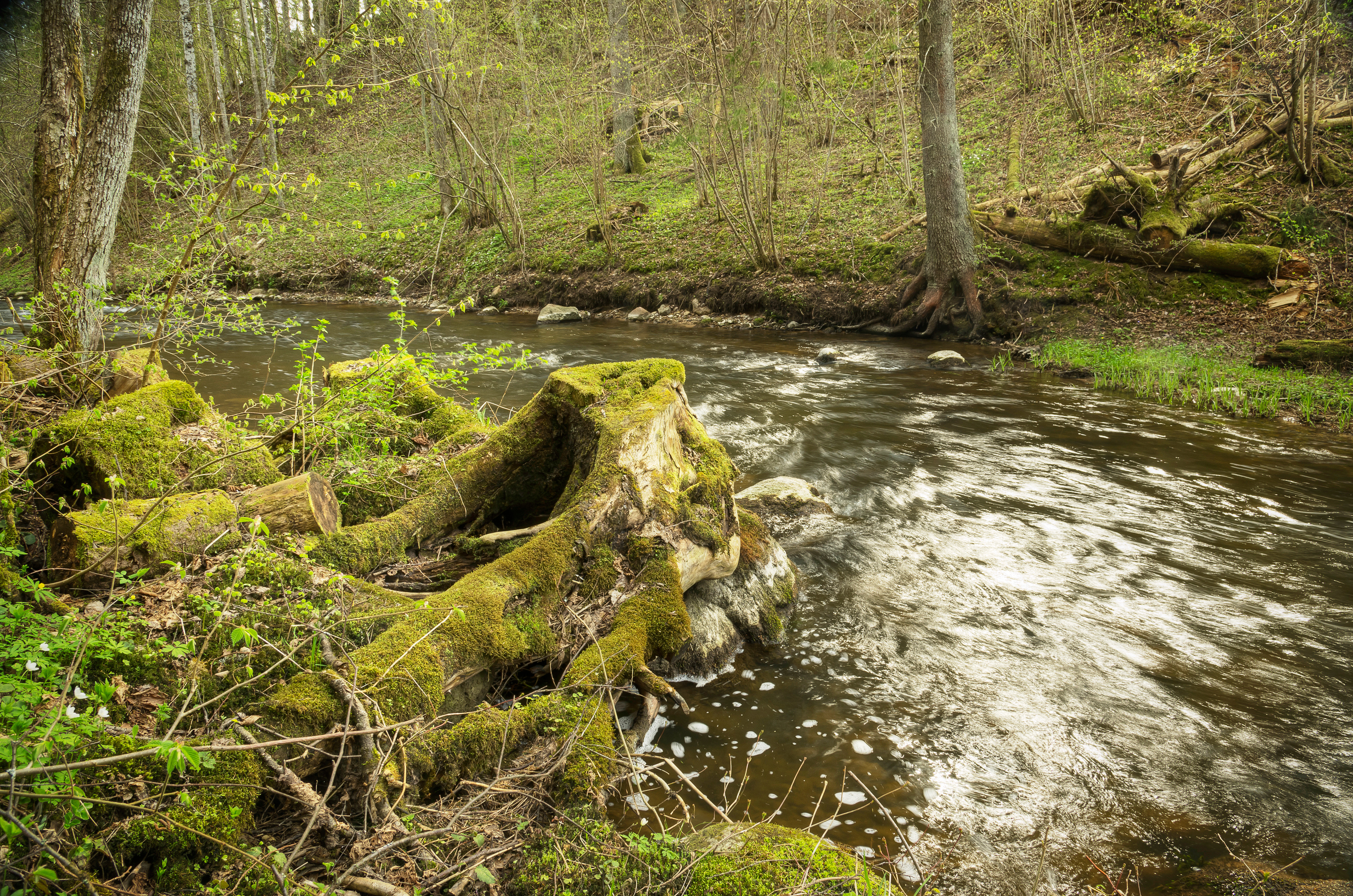
Річка в селі Мярді

Вяйке Емайигі (Маленька Емайигі; діалект виро Väikene Imäjõgi) — річка в Естонії.
Річка Емайигі починається від височини Отепяа, зі схилу Вайксе-Мунаміе, впадає в південну частину озера Виртс'ярв. Помилково вважається що витік річки починається з озера П'юхаярв. Річка і гирло розташовані на відстані 24 км. Розташований у цілому повіті Валга.
Довжина річки 82 км, водозбір 1380 км², найбільша притока Педелі. Річка розташована на 115 метрів над рівнем моря, а гирло 34 метри, отже річка спускається на 81 метр за 87 км, тобто має похил 0,98 м/км.